# Clean Skin
"Clean Skin" es el tercer episodio de la primera temporada de la serie de televisión de thriller psicológico Homeland. Se emitió el 16 de octubre de 2011, en Showtime. El episodio fue escrito por Chip Johannessen, y dirigido por Dan Attias.
La investigación de Carrie sobre el Príncipe la acerca a lo que Abu Nazir está planeando. Brody trata de abrazar su condición de héroe en los medios de comunicación.

## Argumento
El príncipe Farid (Amir Arison) abandona la habitación después de tener relaciones sexuales con Lynne (Brianna Brown). Mientras está fuera, Lynne aprovecha la oportunidad para descargar el contenido de su teléfono usando el dispositivo que Carrie le dio. Sin ser detectado, el Príncipe regresa y le entrega a Lynne un regalo: un collar de diamantes.
En la casa de los Brody, un gran equipo de televisión está presente, preparándose para una entrevista televisada con Brody (Damian Lewis) y su familia.  Dana (Morgan Saylor) más tarde se reúne con sus amigos y habla sobre el aumento de la atención de los medios de comunicación. Descontenta con la imagen deshonesta que los medios de comunicación hacen de su familia, considera sabotear la entrevista. Dana revela más descontento en un viaje en auto con su madre, Jessica (Morena Baccarin); ella sabe del romance con Mike (Diego Klattenhoff) y se resiente con ella por ello.
Brody dirige la primera parte de su entrevista televisiva. El anfitrión le pregunta a Brody sobre sus experiencias como prisionero de guerra. Brody dice que sus captores trataron de hacerle perder la fe, le dijeron que sus hermanos marines no vendrían a buscarlo, y que su esposa estaba en los brazos de otro hombre. Un acontecimiento que no menciona se muestra en un flashback, donde Brody está siendo `salvado' de una paliza por Abu Nazir (Navid Negahban), quien lo consuela y le da de comer. La segunda parte de la entrevista es con Brody y toda su familia para discutir su reintegración con la familia. La entrevista transcurre sin problemas, posiblemente gracias a una charla que Brody tuvo con Dana antes, en la que le pidió que le diera un respiro a su madre, ya que ella y todos los miembros de la familia están pasando por un momento difícil.
Carrie (Claire Danes) informa a un equipo en el cuartel general sobre la pista de Abu Nazir. Ella informa que el Príncipe Farid fue visto hablando con Nazir, y que su activo ha obtenido los datos telefónicos del Príncipe. Espera que haya pruebas de una transferencia de dinero por teléfono.  Más tarde, Carrie tiene otra cita con Lynne, quien entrega el contenido del teléfono del Príncipe. Lynne dice que apenas ha estado al lado del Príncipe durante más de un año, y expresa sus dudas de que pueda tener conexiones terroristas. Carrie entrega los datos telefónicos a un analista de la CIA, pero no encuentran nada incriminatorio.
El mayordomo del príncipe, Latif Bin Walid (Alok Tewari), instruye a Lynne que el príncipe quiere que visite a un nuevo socio de negocios suyo y le haga pasar un buen rato. Lynne es bastante desconfiada, ya que normalmente recibe esas órdenes directamente del Príncipe. Llama a Carrie y le cuenta la situación. Carrie huele una pista potencial y le miente a Lynne de nuevo, asegurándole que la CIA tiene gente vigilándola y protegiéndola. Carrie y Virgil (David Marciano) luego se marchan para intentar vigilar a Lynne. Lynne abandona el club pero su "chofer" la mata a tiros, toma su collar de diamantes y deja su cuerpo en el callejón. Carrie y Virgil llegan a la escena. Ven que Lynne está muerta y se van inmediatamente por insistencia de Virgil.
El Príncipe es entrevistado por la policía sobre el asesinato de Lynne y parece realmente devastado, lo que pone en duda su participación. Carrie se siente culpable después de haberle prometido a Lynne una protección que en realidad no existía. Saul trata de volver a pensar en el caso. Carrie especula que la verdadera conexión con Abu Nazir podría no ser el Príncipe, sino alguien de su entorno. Saúl señala que falta un collar de diamantes y que las joyas se utilizan a menudo como conducto para financiar operaciones terroristas.
Latif negocia la venta del collar de Lynne, obteniendo eventualmente $400,000 por él. Luego se muestra a una pareja joven comprando una nueva casa.   Han pagado en efectivo, y parecen muy contentos con el hecho de que la casa está muy cerca del aeropuerto.

## Producción
El coproductor ejecutivo Chip Johannessen escribió el episodio, el primero de los cuatro créditos de escritura de la primera temporada. Fue dirigido por Dan Attias.

## Recepción

### Audiencia
La emisión original tuvo 1.08 millones de espectadores, lo que equivale a la calificación del estreno de la serie.

### Críticas
Dan Forcella de TV Fanatic calificó "Clean Skin" con un 4.5/5, llamándolo "otra joya de un episodio". Scott Collura de IGN dio al episodio un 8.5/10, y observó que Homeland no rehúye las historias más oscuras. Jesse Carp, de Cinema Blend, dijo que fue un "episodio muy fuerte" y que "en sólo tres episodios han sentado unas bases asombrosas de carácter y trama sobre las que continuar creando una serie atractiva y que provoca la reflexión".